# ریو گرانده

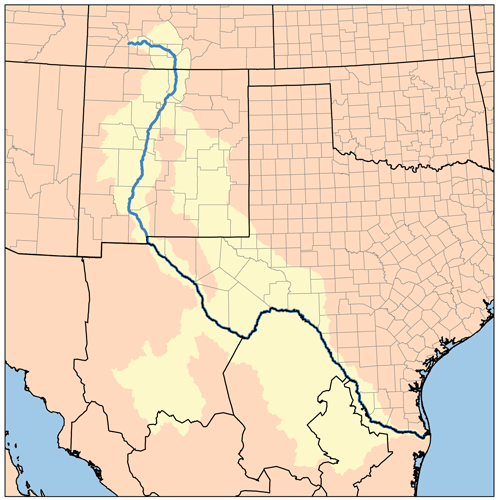
نقشه رود ریو گراند و حوزه آبریز آن.

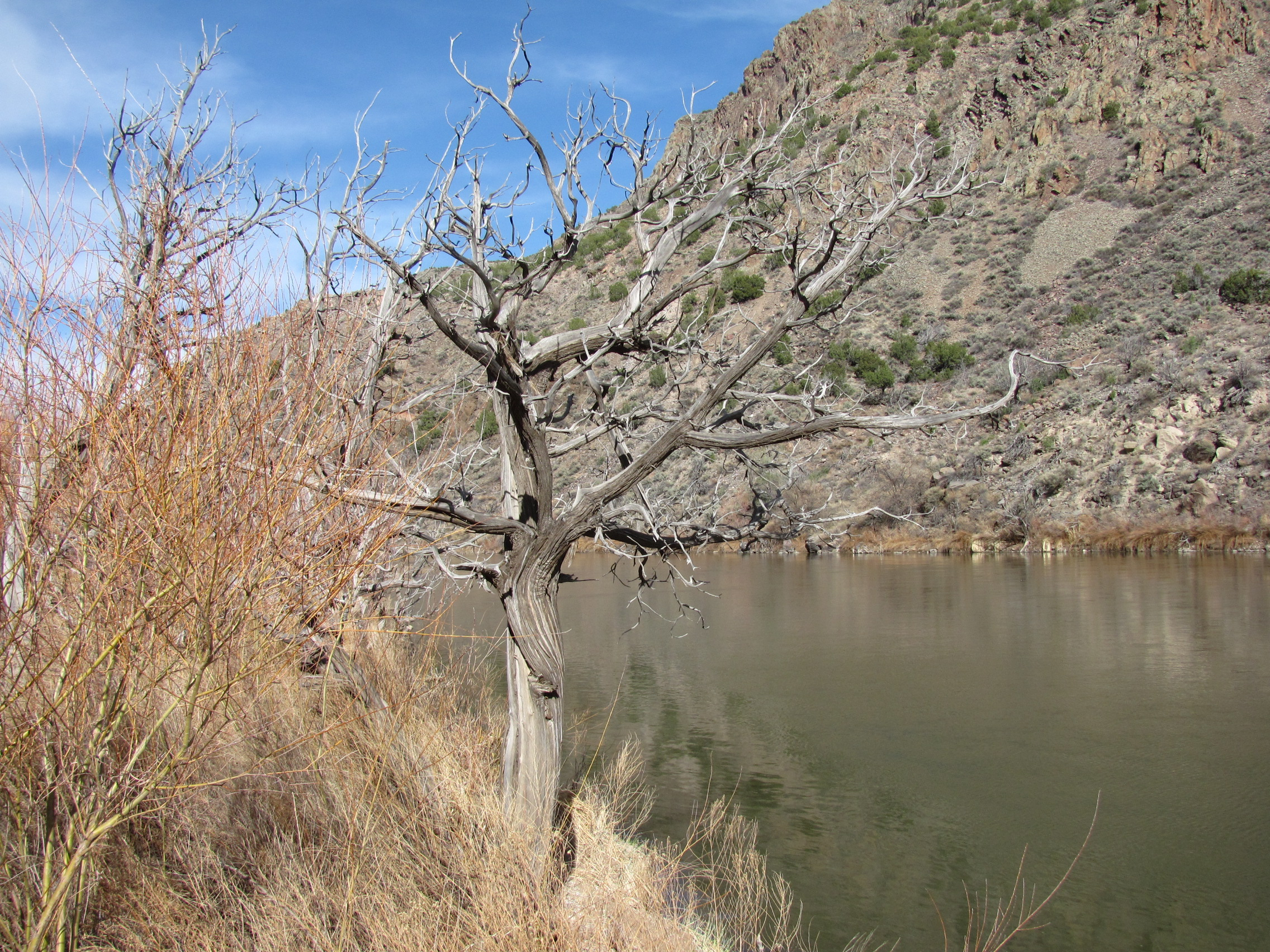

ریوگراند (Rio Grande) یا ریو براوو (به اسپانیایی: Rio Bravo) سومین رود طویل آمریکاست. این رود در مکزیک با نام ریو براوو و در آمریکا به نام ریوگراند شناخته می‌شود.
برگردان این نام‌ها از اسپانیایی به فارسی
- "ریو" = "رود" و "گرانده"= "بزرگ" است (رود بزرگ)

و برای نام مکزیکی آن
- "ریو" = "رود" و "براوو"= "وحشی" است (رود وحشی)

این رود ۳۰۳۴ کیلومتر طول دارد، و از پارک ملی بیگ بند می‌گذرد.
این رود در داخل آمریکا از ایالات تگزاس، کلرادو و نیومکزیکو عبور می‌کند، و قسمتی از مرز مشترک میان کشورهای آمریکا و مکزیک را تشکیل می‌دهد.